# 施塔特劳林根
施塔特劳林根是德国巴伐利亚州的一个市镇。总面积63.61平方公里，总人口4198人，其中男性2099人，女性2099人（2011年12月31日），人口密度66人/平方公里。